# Kawasaki Heavy Industries
Pour les articles homonymes, voir Kawasaki, Kawa et KHI.
Kawasaki Heavy Industries, Ltd. (KHI) (川崎重工業株式会社, Kawasaki Jūkōgyō Kabushiki-gaisha) est une multinationale japonaise spécialisée dans la fabrication de motos, d'équipements lourds, d'engins militaires, la construction aérospatiale, la construction ferroviaire et les chantiers navals. L'entreprise est également présente dans la robotique industrielle et le secteur de l'énergie.
L'entreprise dispose d'un passé riche. Fondée comme chantier naval par Kawasaki Shōzō en 1878, elle s'est appelée Kawasaki Dockyard Co., Ltd. de 1896 à 1969, conservant ainsi la mémoire de ses origines. Mais la diversification, commencée dans l'entre-deux-guerres avec la sécurisation des approvisionnements en acier (activité séparée depuis 1950, avec la fondation de Kawasaki Steel), devient l'élément constitutif de l’entreprise depuis les années 1950-1960.
Kawasaki Heavy Industries se classait en 2023 au 72e rang mondial pour la production d'armement.

## Historique

### Fondation de Kawasaki dockyard (1878 - 1906)

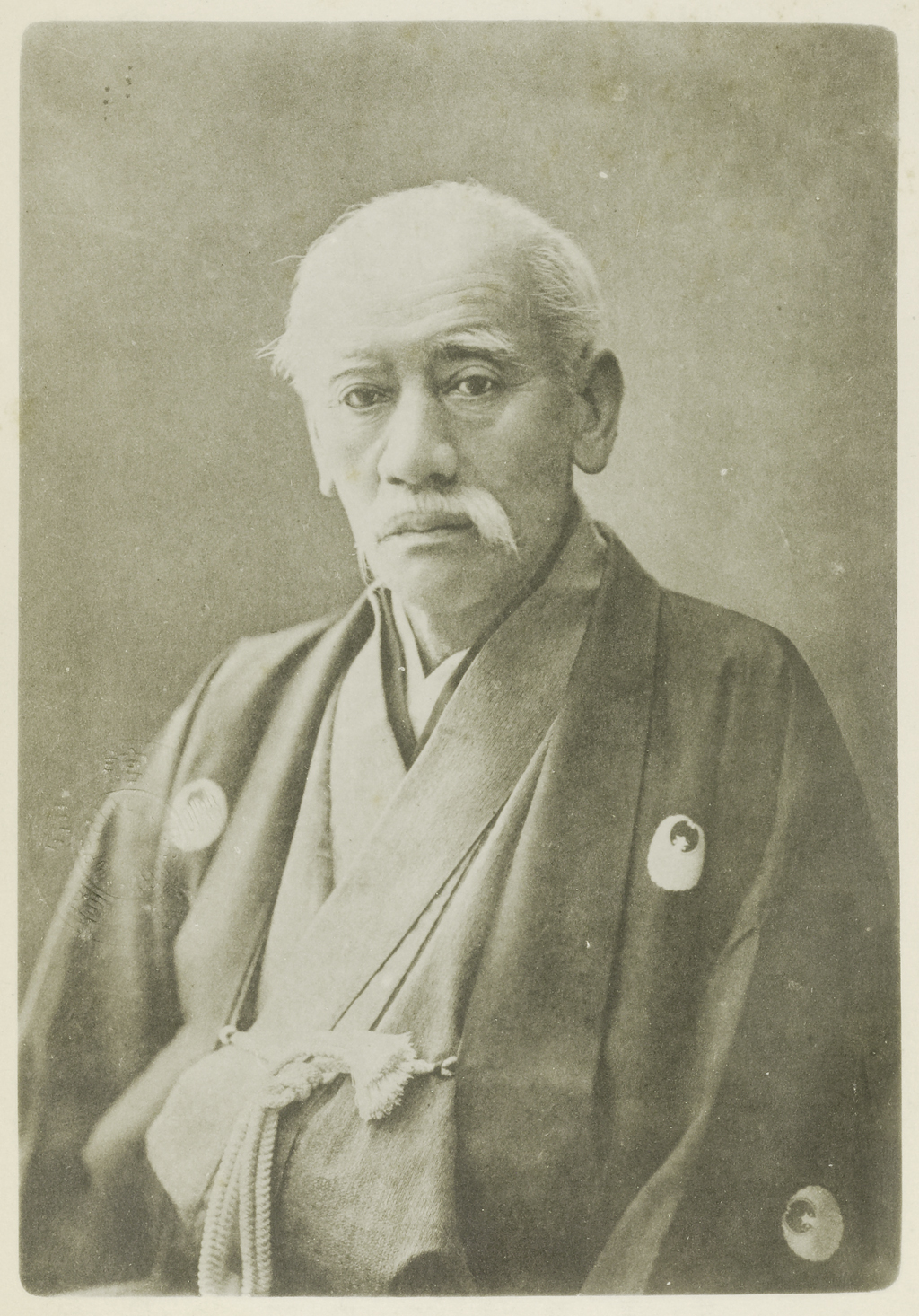
Kawasaki Shōzō

L'entreprise tire ses origines de Kawasaki Tsukiji Shipyard, un chantier naval fondé en 1878 à Tokyo par Shozo Kawasaki,. Sa stratégie est alors de se lancer dans la construction navale selon les standards occidentaux. Cet effort est fortement encouragé par le gouvernement de l'ère Meiji, qui avait échoué à moderniser sa marine marchande en s'appuyant sur les acteurs historiques. En avril 1878, il emprunte donc 30 000 ¥ et loue à l'État japonais un terrain portuaire dans la baie de Tokyo. Les débuts sont difficiles, les compagnies maritimes japonaises hésitant à renoncer aux voiliers et à leurs navires traditionnels. Cependant, la première commande arrive enfin : le Hokkai Maru, un petit bateau de 80 tonnes est construit. Shozo Kawasaki invite le gouvernement et des milliers de dirigeants d'entreprises pour célébrer son lancement.
En 1896, le gouvernement privatise l'industrie et propose à Shozo Kawasaki un chantier naval à Kobe. L'entrepreneur l'achète immédiatement puis y déplace son entreprise, le chantier tokyoïte ayant un potentiel de développement limité. L'entreprise change alors de nom pour devenir Kawasaki Dockyard, présidée par Matsukata Kōjirō. En 1894, la première guerre sino-japonaise stimule la demande de navires et Kawasaki ouvre le capital de son entreprise qui devient, le 15 octobre 1896 une société anonyme, Kawasaki Dockyard Co., Ltd. Une grande cale sèche est immédiatement construite et son inauguration, en 1902, positionne Kawasaki comme l'un des principaux constructeurs navals du Japon. En même temps, des acquisitions de terrain et la construction d'ateliers font passer la capacité des navires produits de 6 000 à 31 000 tonnes de jauge brute. Cependant, si l'entreprise bénéficie du soutien de l'État et de diverses subventions, la construction est pénalisée par la pénurie de matériaux de qualité, de pièces et d'outils.

### Expansion et diversification (1906 - 1945)
En 1906, Kawasaki ouvre une nouvelle usine pour produire du matériel roulant ferroviaire : voitures de chemin de fer, locomotives et pièces connexes. Pour cela, l'entreprise acquiert des capacités de production de tôles et de moulage en acier, et prend des commandes dans de grands projets de génie civil comme des ponts. Dès 1907, Kawasaki fabrique également des moteurs Diesel dérivés de modèles allemands, des turbines à vapeur et se lance dans l'aéronautique (quinze ans après le premier avion des frères Wright). À la fin de la Première Guerre mondiale, Kawasaki est un constructeur réputé d'avions et d'automobiles, cherchant à suivre le rythme de son rival de l'industrie lourde, Mitsubishi. À l'instar de ses concurrents, il surfe sur le processus d'industrialisation impulsé par le gouvernement japonais désireux de rattraper son retard technologique et industriel.
L’armement tire l’industrialisation : Kawasaki construit en 1906 les premiers sous-marins japonais, la classe Type 6 (en) (copie de la classe Type 1) et le Yodo en 1908, le premier grand navire de guerre construit dans un chantier naval privé. Ces projets établissent une collaboration étroite entre l'entreprise et la Marine impériale japonaise, dont il devient le fournisseur privilégié de sous-marins et d'avions de lutte anti-sous-marine. Après avoir traversé une brève récession, Kawasaki et la construction navale japonaise dans leur ensemble connaissent un boom pendant la Première Guerre mondiale, lorsque les Alliés se tournent de plus en plus vers les Japonais pour leurs besoins. La production bondit à 12 fois le niveau d'avant-guerre, Kawasaki lançant 35 navires en 1918, et créant une toute nouvelle classe de cargos standardisés pesant entre 6 000 et 9 000 tonnes. En 1919, la K Line est fondée pour isoler dans une compagnie distincte l'activité d'armateur.
La récession d'après-guerre touche durement la construction navale. En plus du déclin naturel des commandes, le traité naval de Washington signé en 1921 entraîne l'annulation de plusieurs grands navires de guerre. Surtout, l'entreprise est trop lente à réduire la production en série de bateaux. Les invendus engendrent des difficultés financières que les divisions acier, avions et génie civil sont incapables de compenser. À court de liquidités, l'entreprise doit se restructurer en 1927 : la division ferroviaire est isolée et 20 % des 16 000 employés de l'entreprise sont licenciés. Le président Matsukata prend sa retraite pour être remplacé par Fusanosuke Kojima. Mais à peine la restructuration est-elle engagée que la crise de 1929 survient, entraînant une deuxième restructuration.

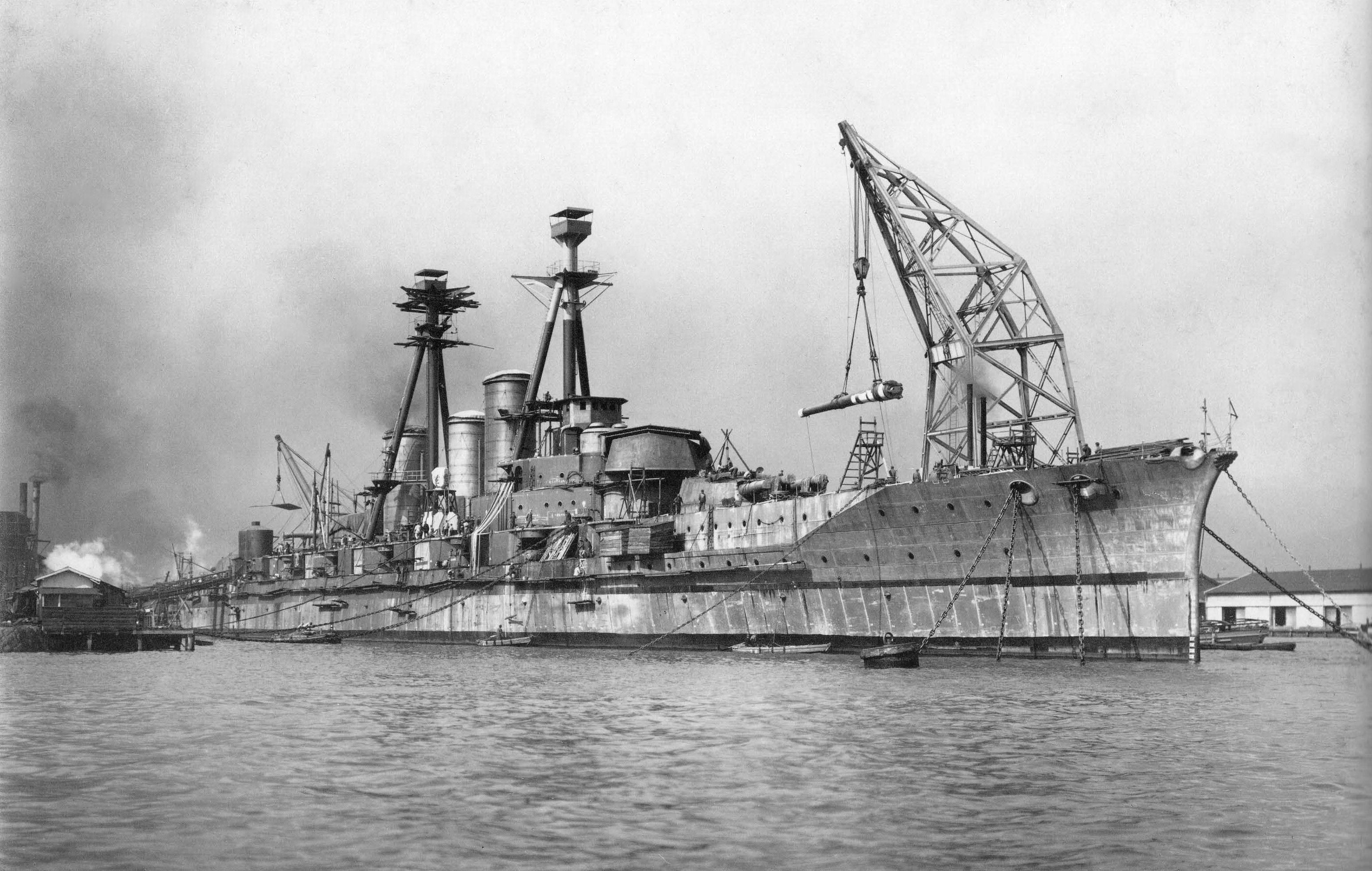
Le croiseur de bataille Haruna, en cours d'équipement à quai à Kobe.

En 1931, l'invasion japonaise de la Mandchourie engendre des besoins qui sortent le Japon du marasme économique. L'entreprise profite autant des subventions que de la relance des commandes de navires de guerre. Entre 1937 (début de la guerre sino-japonaise) et la capitulation et 1945, les chantiers navals sortent 109 navires de guerre, dont quatre porte-avions et 35 sous-marins. La construction civile bénéficie également de cette relance, et les développements de cette époque augurent l'apparition des supertankers : 21 gros pétroliers sont produits sur cette période. La nouvelle Kawasaki Aircraft Company, fondée en 1937, participe pareillement à l'effort de guerre : le Kawasaki Ki-61 Hien, produit en 1941, est le seul avion japonais de la Seconde Guerre mondiale à être doté d'un moteur en ligne refroidi par liquide.

### Prospérité de l'après-guerre (1945 - 1969)
L'après-guerre laisse l'entreprise et le pays exsangue. Les pertes s'élèvent à plus de 1,7 milliard de yens et une nouvelle restructuration est incontournable. Les américains s'attellent au démantèlement des zaibatsus. Kawasaki Dockyard faisant partie des 13 zaibatsus secondaires, une scissions est obligatoire. La construction aéronautique devient immédiatement autonome (en fait, la Compagnie aérospatiale Kawasaki sera interdite de production jusqu'en mars 1954), ainsi que la construction ferroviaire (avec la fondation de la Kawasaki Rolling Stock (en)). L'activité sidérurgique est regroupée dans la Kawasaki Steel en 1950. La nouvelle Kawasaki Dockyard reste donc concentrée sur la construction navale, les moteurs et les machines électriques de l'entité d'origine.
La situation de l'entreprise se redresse cependant rapidement. L'outil industriel a été finalement peu touché par les bombardements. La guerre froide positionne le Japon en première ligne face à la Chine communiste. En août 1947, le gouvernement japonais relance la construction navale. Rapidement, les usines sont saturées au point de ne pouvoir répondre à la demande. De la guerre de Corée, en 1950, jusqu'au choc pétrolier de 1973, Kawasaki Dockyard connait une croissance presque ininterrompue, à l'instar de l’économie japonaise. Au milieu des années 1950, le Japon devient le premier constructeur naval du monde. Les premières motos sont construites en 1953.

### Diversification marginalisant la construction navale (1969 - 1980)

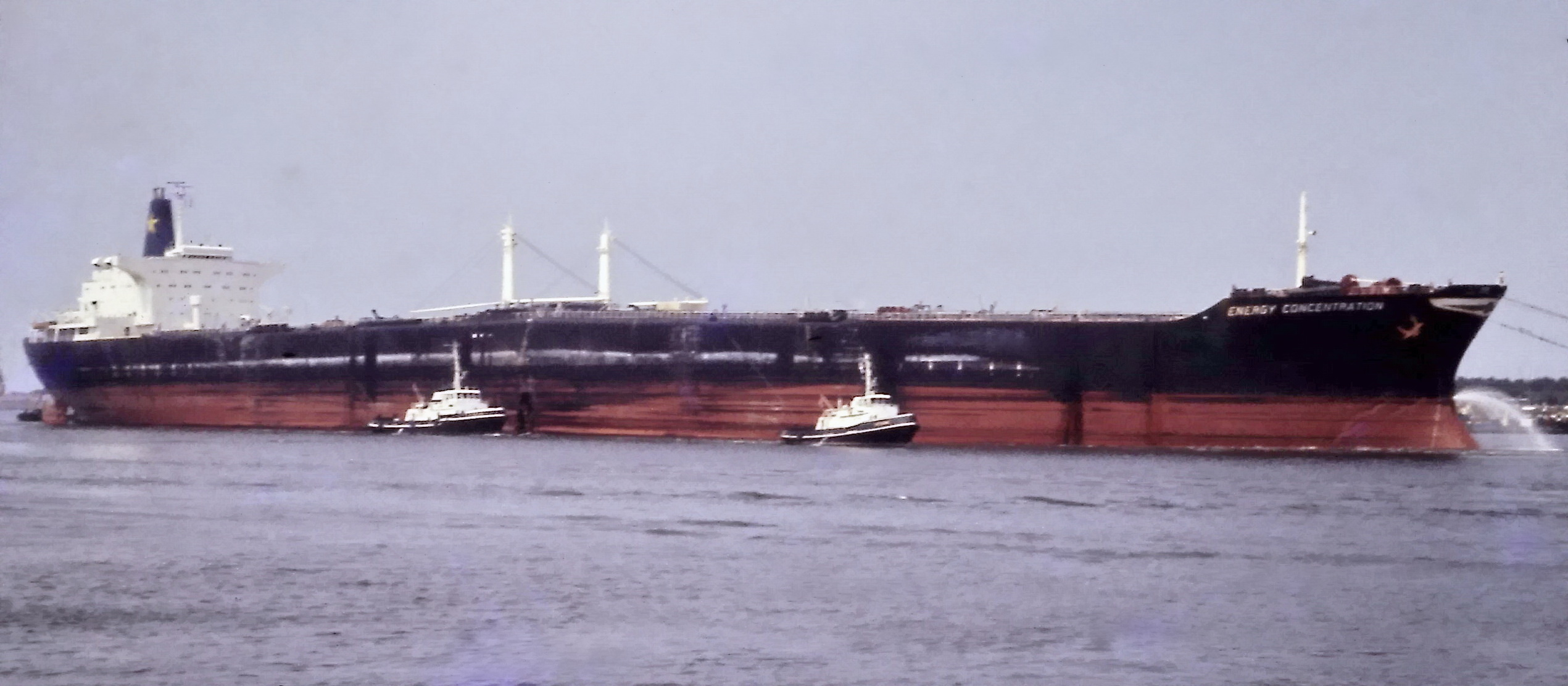
Energy Concentration, un pétrolier construit en 1970 par Kawasaki Heavy Industries.

En 1969, l'entreprise devient la Kawasaki Heavy Industries, Ltd par l'absorption de Kawasaki Aircraft Industries et Kawasaki Rolling Stock (en). En 1973, le choc pétrolier secoue violemment l'entreprise. Mais il fait exploser la demande mondiale de supertankers, domaine où les chantiers navals ont une expertise reconnue. Mais, au milieu des années 1970, la construction représente moins de 10 % des revenus de l'entreprise : moins que les ventes de produits de loisirs tels que les motos et les jet-skis ! La construction navale se limite progressivement à des marchés de niche ou des navires militaires, afin d'éviter la concurrence de la Corée du Sud.
Dans le même temps, l'entreprise se diversifie tout en se positionnant parmi les meilleurs motoristes du monde grâce à des partenariats avec les plus grandes entreprises occidentales. Presque aucun domaine de haute technologie n'échappe à l'entreprise qui accumule des réalisations multiples dans le nucléaire, l'industrie spatiale, la robotique, le génie civil, etc. En particulier, la division de construction de machines et de biens industriels est devenue la plus importante de l’entreprise.
Plusieurs produits de l'entreprise illustrent la montée en gamme de l'industrie japonaise. En 1969, le Kawasaki-Unimate 2000 est le premier robot industriel construit au Japon et la 500 H1 positionne le constructeur parmi les constructeurs de motos de grosse cylindrée. En 1972, c'est au tour de la 900 Z1 de marquer les esprits par sa puissance et la qualité de son équipement.

### Repli vers le marché intérieur (1980 - 1997)

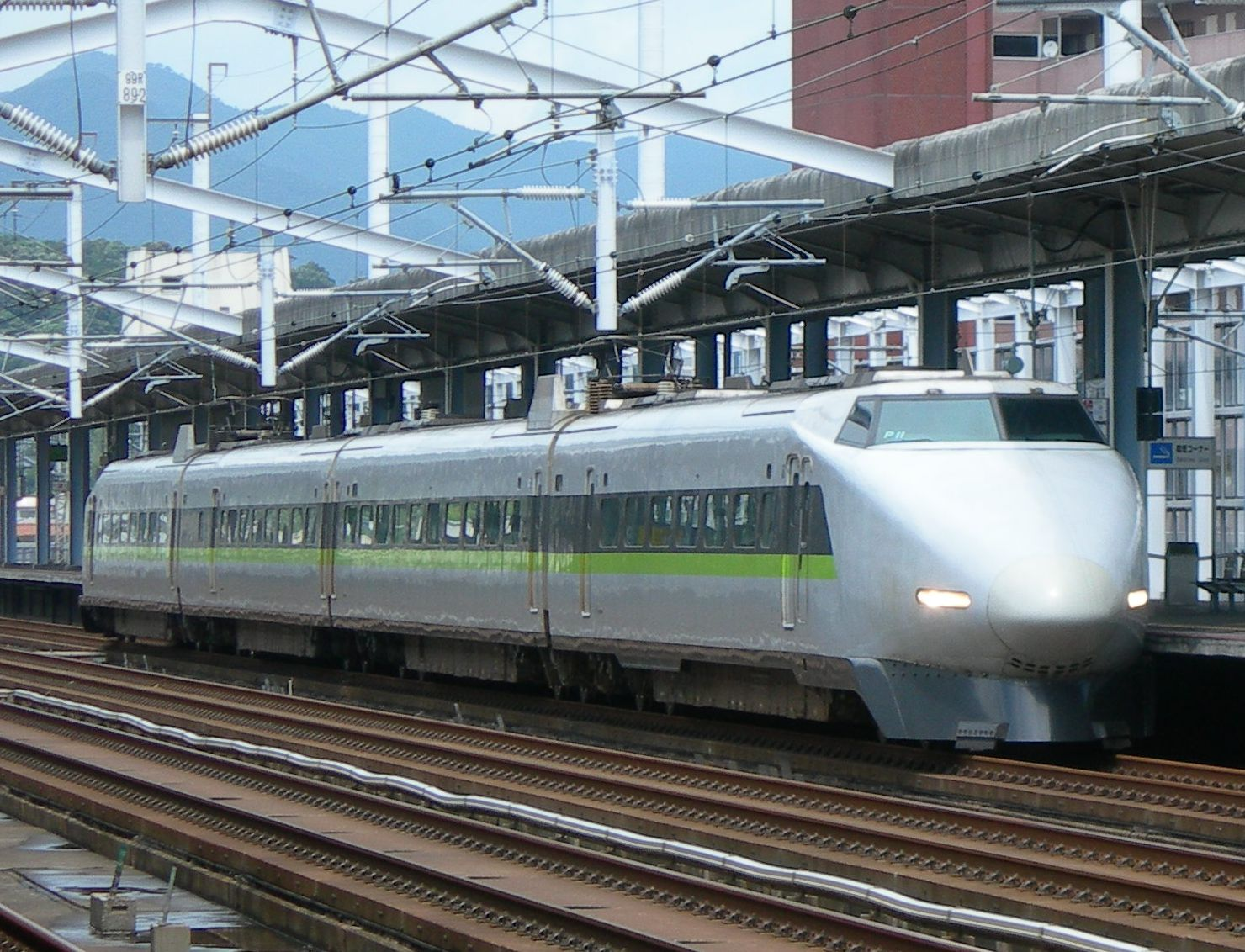
Le Shinkansen série 100, opérationnel à partir de 1985.

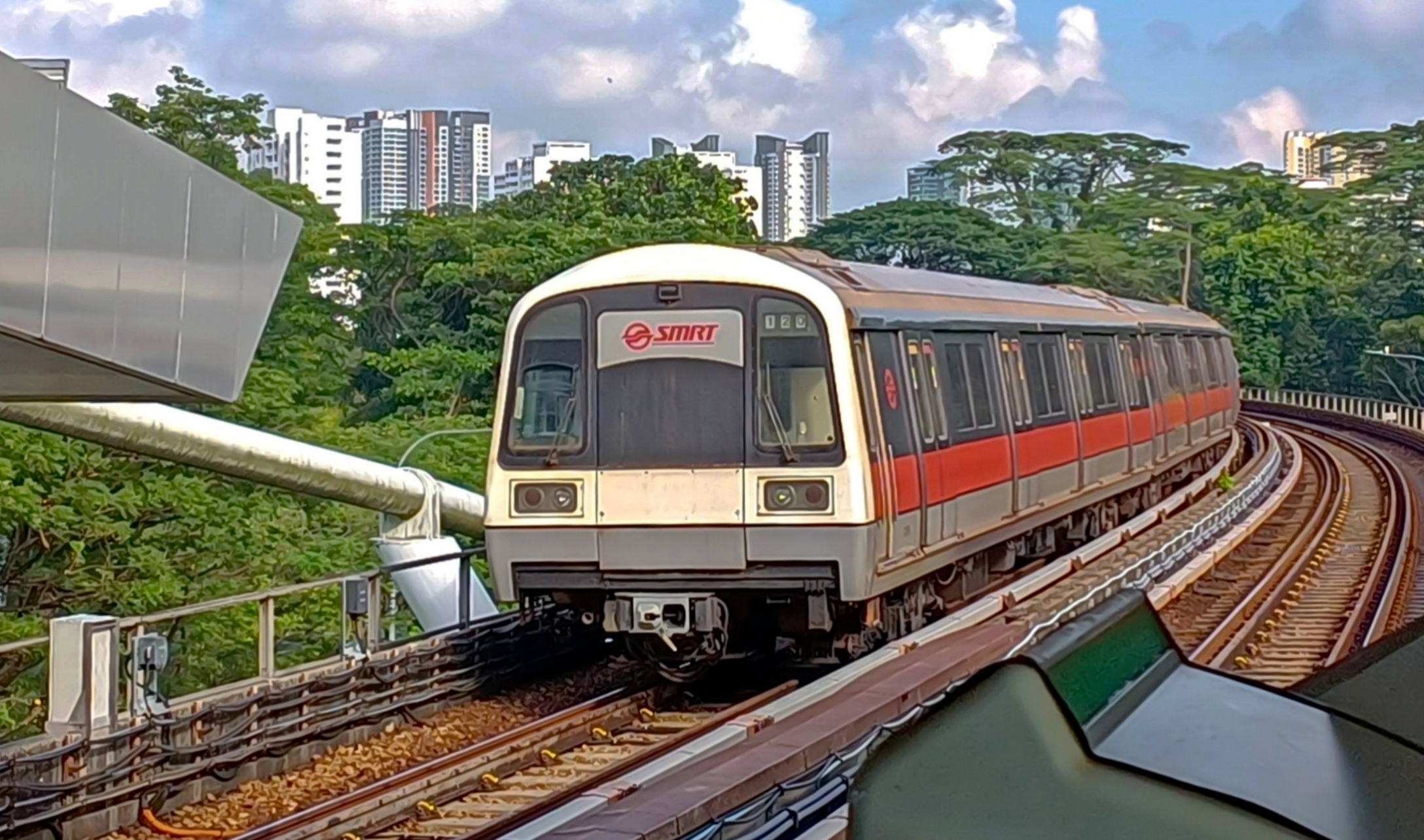
C151, construit par Kawasaki depuis 1987 en opération, Singapour MRT

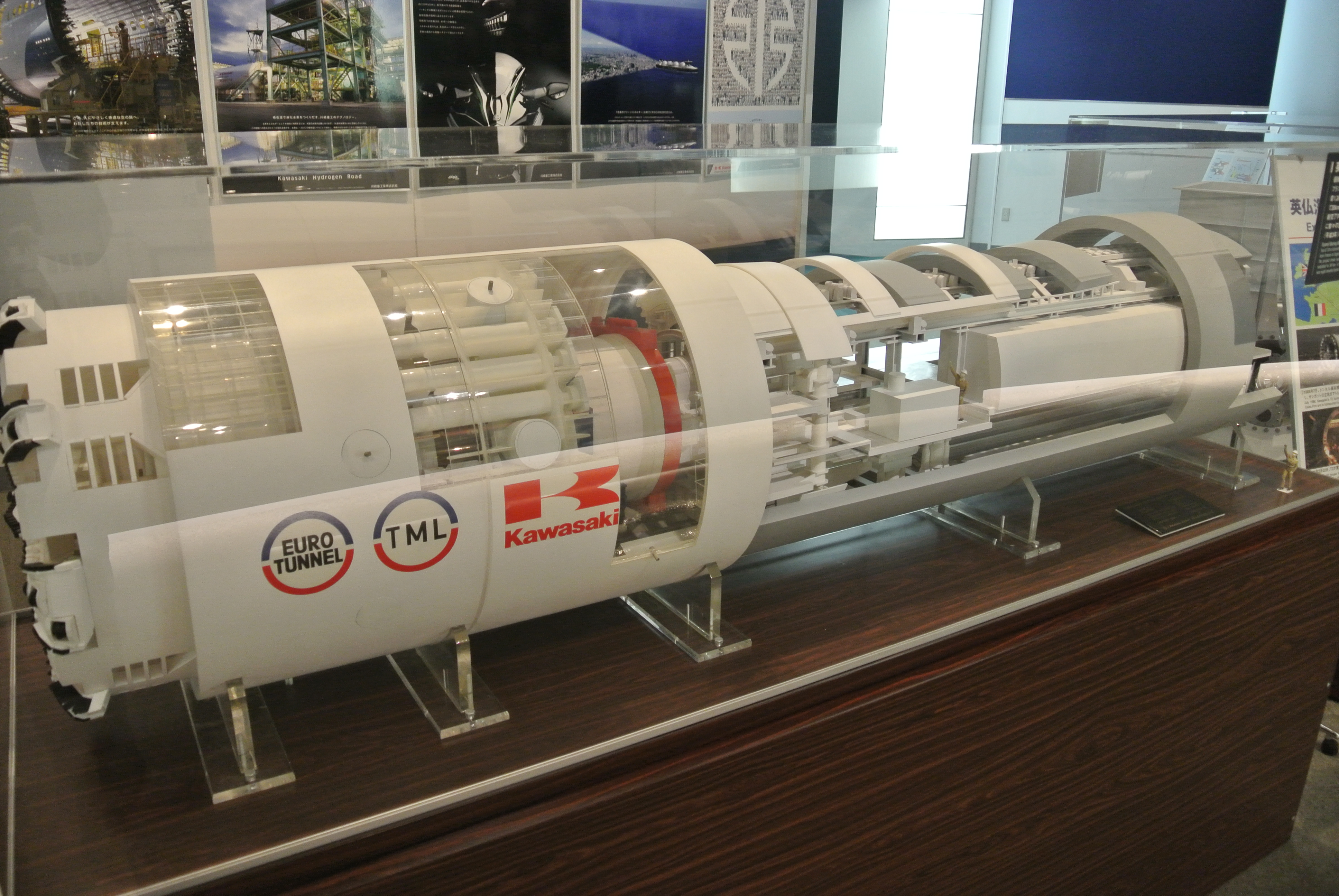
Maquette d'un des deux tunneliers livrés en 1991 par Kawasaki pour le percement du tunnel sous la Manche.

Le deuxième choc pétrolier entraîne une chute du yen en 1980, le Japon s'approvisionnant essentiellement en Iran pour son pétrole.
Malmenée sur les marchés exports, l'entreprise se replie sur le marché intérieur japonais. Au début des années 80, les revenus des exportations étaient passés de 50 % à 25 % des ventes totales de l'entreprise. Cette réorientation s'avère payante dans le long terme puisque, en 1990, Kawasaki renoue avec des profits qu'il n'avait pas vus depuis près de 15 ans, avec un bénéfice net dépassant 20 milliards de yens pour la première fois depuis 1977. Bien que l'industrie mondiale du transport maritime est dans un marasme majeur au milieu des années 1990, la division de construction navale de Kawasaki a réussi à rester rentable. Mais cette rentabilité reste incertaine : la construction navale est globalement surcapacitaire, très concurrentielle et exposée aux chantiers navals coréens. Les bénéfices enregistrés en 1996 ne sont que conjoncturels, et l'année suivante, la construction navale plonge durablement dans le déficit, forçant l'entreprise à réfléchir à une restructuration.
Quelques marchés restent cependant, par nature, internationaux. En 1991, la fourniture des deux gros tunneliers creusant du côté français, pour le tunnel sous la Manche est, vis-à-vis des performances et des délais de fourniture, une prouesse technologique. En 1996, l’entreprise fournit 3 des 8 tunneliers du Tokyo Wan Aqua-Line, dont le diamètre, de 14,14 m établit alors un record mondial. Pour s'implanter au mieux sur le marché américain, Kawasaki construit une usine à Lincoln, dans le Nebraska : c'est la première fois qu'un constructeur japonais de véhicules produit directement sur le sol américain. D'autres produits emblématiques apparaissent : le Jet Ski (le terme est propriété de Kawasaki) en 1973, une turbine à gaz compacte pour produire l'électricité en 1976, l’hélicoptère MBB-Kawasaki BK 117 en 1979, le premier méthanier japonais en 1981, etc..

### Maintien dans un environnement économique défavorable (1997 - actuel)
Pour un article plus général, voir Crise économique asiatique.
La restructuration de 1997 s'inscrit dans le contexte de la crise économique asiatique. La société enregistre des pertes au cours des exercices 1999 et 2000, dues aux coûts de restructuration, mais aussi à la chute des revenus de ses divisions aérospatiale et machinerie générale. En avril 2001, un partenariat est signé avec le groupe concurrent IHI pour restructurer les activités navales, mais celui-ci est rapidement abandonné. Par contre, cette année-là, Kawasaki inaugure une unité ultra moderne dans son usine de Lincoln, dans le Nebraska, pour produire sur place des véhicules destinés au marché américain
Aujourd’hui, KHI est une multinationale composée de plus de cinquante filiales. Les activités de Kawasaki se composent de sept principaux départements :
- Aérospatiale : avions civils et militaires, hélicoptères, fusées, satellites, missiles ;
- Trains : TGV japonais (Shinkansen), métros (par exemple les rames 7000 Series du métro de Washington), monorails, locomotives (Diesel et électriques), wagons ;
- Énergie : turbines, pompes, centrales thermiques, équipement nucléaire ;
- Environnement : incinérateurs, stations d’épuration, déchèteries ;
- Marine : ferry à grande vitesse, pétroliers, sous-marins civils, porte-conteneurs, méthaniers, moteurs et turbines marines, machinerie pour plates-formes ;
- Motos et motomarine : motos, quads, jet-ski ;
- Usines et ouvrages d’arts : cimenteries, aciéries, usines pétro-chimiques, tunneliers, bulldozers, ponts, boucliers, stades, robots industriels.

En juin 2013, le président directeur général du groupe, Satoshi Hasegawa est licencié. Il avait dissimulé au conseil d’administration de Kawasaki un projet de fusion des activités de chantiers navals avec Mitsui Engineering & Shipbuilding (ja), un de ses principaux concurrents.
En août 2024, Kawasaki a dévoilé la Ninja H2 HySE, une moto à hydrogène, lors des 8 Heures de Suzuka 2024. Elle utilise un moteur modifié produisant de l'eau comme sous-produit et a une autonomie de 100 km. Ce projet vise la neutralité carbone d'ici 2030.

## Moto

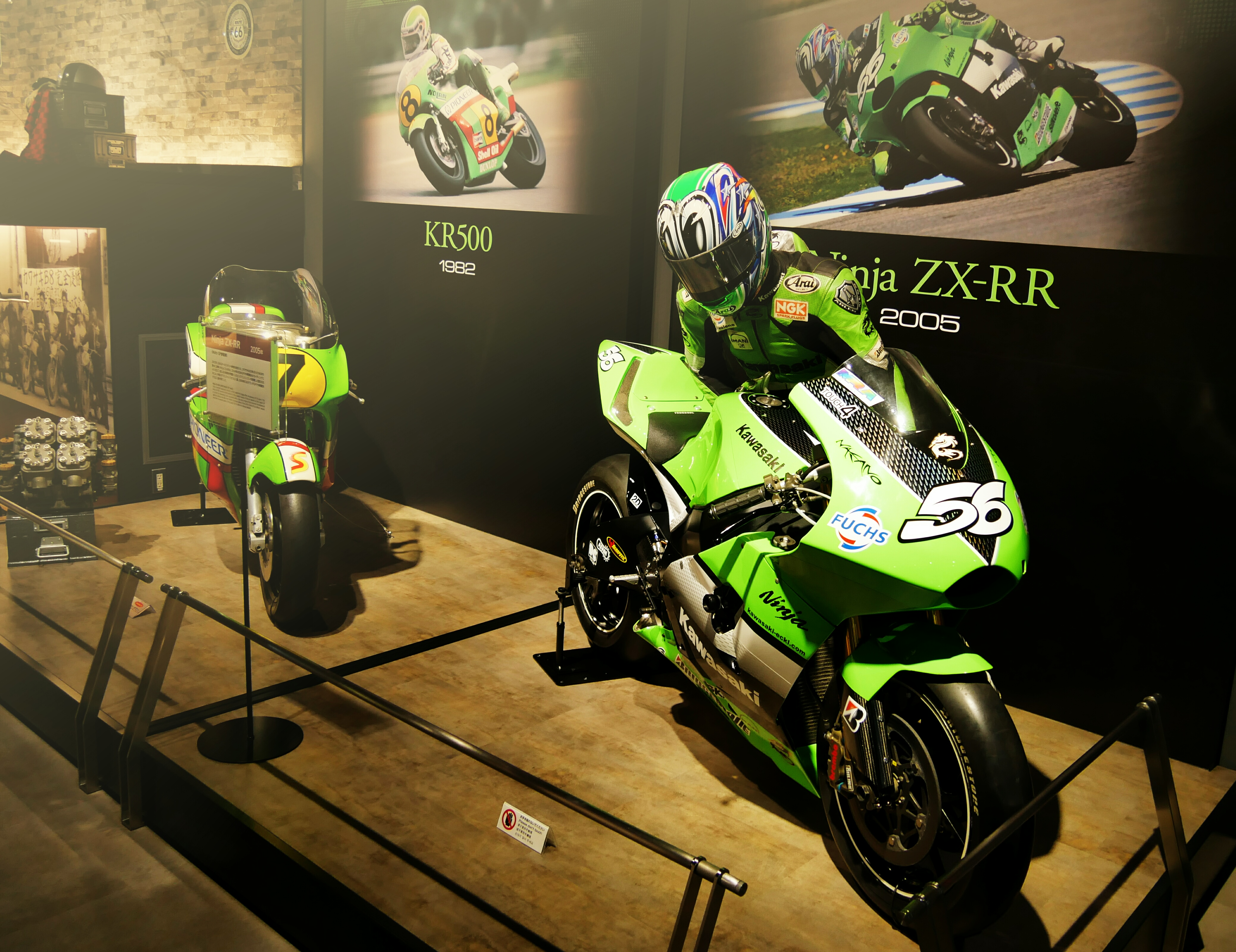
Motos de la marque Kawasaki.

L'activité motocycliste de Kawasaki est sans doute la plus connue, mais elle ne représente que 20 % de son chiffre d'affaires. Elle a débuté après la Seconde Guerre mondiale, à la suite de l'abandon par la firme de la production d'avions militaires.

### Tourisme
La production moto commence en 1952 avec la création d'un moteur 4-temps de 60 cm3 suivie de la commercialisation de petites cylindrées 2-temps, copies de motos allemandes.
En 1962, Kawasaki rachète la firme Meihatsu, puis la firme Meguro en 1964 et commence la commercialisation de sa 650 W1 (4-temps, copie de la BSA A7). Viendront ensuite la 250 A1 Samurai et la 350 A7 Avenger (bicylindre, 2-temps), à distributeurs rotatifs. L'Avenger inaugurera la Coupe Kawasaki en France.
Après ces modèles « ordinaires », Kawasaki sort en 1968 un modèle qui rompt avec la tradition, la 500 H1 Mach III, au moteur trois-cylindres deux-temps.
S'ensuivra une gamme de machines conçues sur la même architecture : en 1971, la 250 S1, la 350 S2, qui connaît ses lettres de noblesse avec la coupe Kawasaki qui révèle des pilotes comme Patrick Pons, la 750 H2 Mach IV (de 1972 à 1975) puis la 400 S3, version plus civilisée de la S2 et qui lui succédera en coupe « Kawa ». Ces machines ne résisteront pas aux normes antipollution.
En 1973, Kawasaki sort la 900 Z1, machine équipée d'un moteur à quatre cylindres 4-temps à double arbre à cames en tête, destinée à concurrencer la 750 Honda (tous les modèles commençant par « Z » sont des 4-temps). Elle connaît un premier succès en compétition en France, au Tour de France moto qui renaît cette année-là avec, au guidon, Alain Renouf, champion de France de course de côte. Elle termine second au Bol d'Or 1973 avec René Guili et Alain Renouf. Elle gagne en cylindrée avec une version 1 000 cm3 (1977), puis 1 100 et davantage, et fait aussi l'objet de déclinaisons moins puissantes avec des moteurs de 400 cm3. La Z 650 fera une très belle carrière à partir de 1977 (participation une année à la Coupe Kawasaki). La Z 650 sera déclinée en une version Z 500 puis Z 400, elles-mêmes dérivées en GPz 550 et en GPz 400 (modèles monoamortisseur à flexibilité variable), et en GPz 750 qui donnera naissance à l'unique modèle à turbocompresseur de la marque, la GPZ 750 turbo.
La firme produira la Z 750 GT et la 1000 ST, avec transmission par arbre à cardan. Le passage aux 4-temps se solde aussi par quelques échecs, comme en témoigne la Z 400 cm3 bicylindre ou la Z 250. Kawasaki produit, de 1978 à 1988, un modèle de prestige sans lendemain, la Z 1300, un six-cylindres à refroidissement liquide et à transmission à cardan. En 1984, la GPZ 900 Ninja préfigure les motos puissantes de l'époque moderne.
Kawasaki reste un grand constructeur de motos, avec une gamme incluant des hyper-sportives comme des machines de grand tourisme.
En décembre 2023, la marque présente son premier prototype de moto à hydrogène, la Kawasaki Ninja H2 HySE.

### Compétition
Dans les années 1960, Kawasaki connaît le succès en Grand Prix (GP) (Dave Simmonds, champion du Monde en 1969) mais c'est dans les années 1970 que la marque s'impose véritablement avec Christian Ravel sur H1R en Grand Prix 500 et dans les courses d'endurance (Godier Genoud).
La marque est championne du monde en GP 250 cm3 de 1978 à 1981 ainsi qu'en catégorie 350 cm3 en 1978, 1979, 1981 et 1982. Elle est victorieuse au championnat du monde d'endurance en 1991, 1992, 1993, 1994, 1996 et 1997 et au Bol d'or en 2012, 2013, 2014, et 2015.
L'Américain  Scott Russell (en) est champion du monde de Superbike en 1993 avec une Kawasaki. Le titre de champion du monde Supersport revient à Kawasaki en 2001.

### Galerie

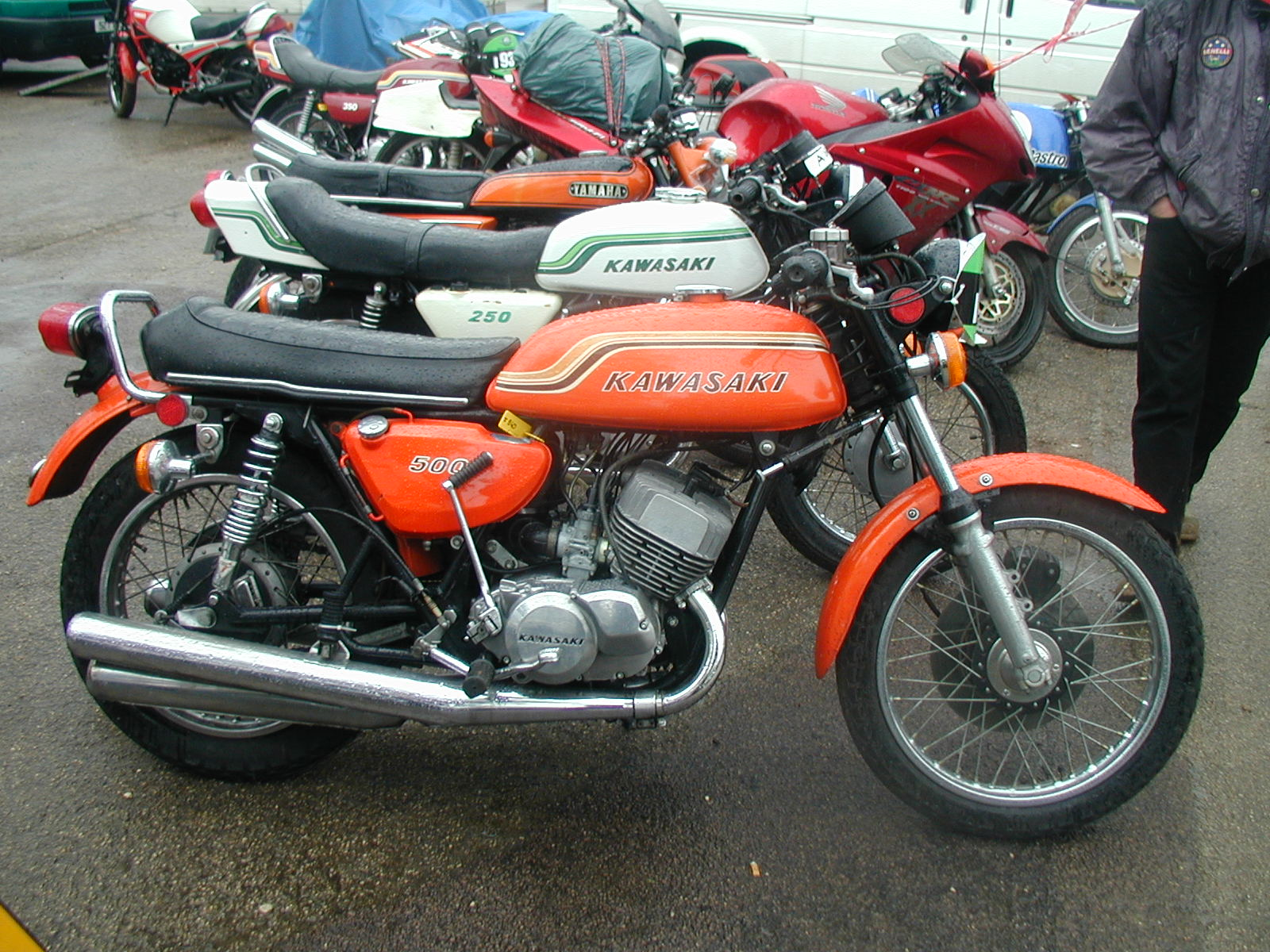
Une 500 H1B de 1972.
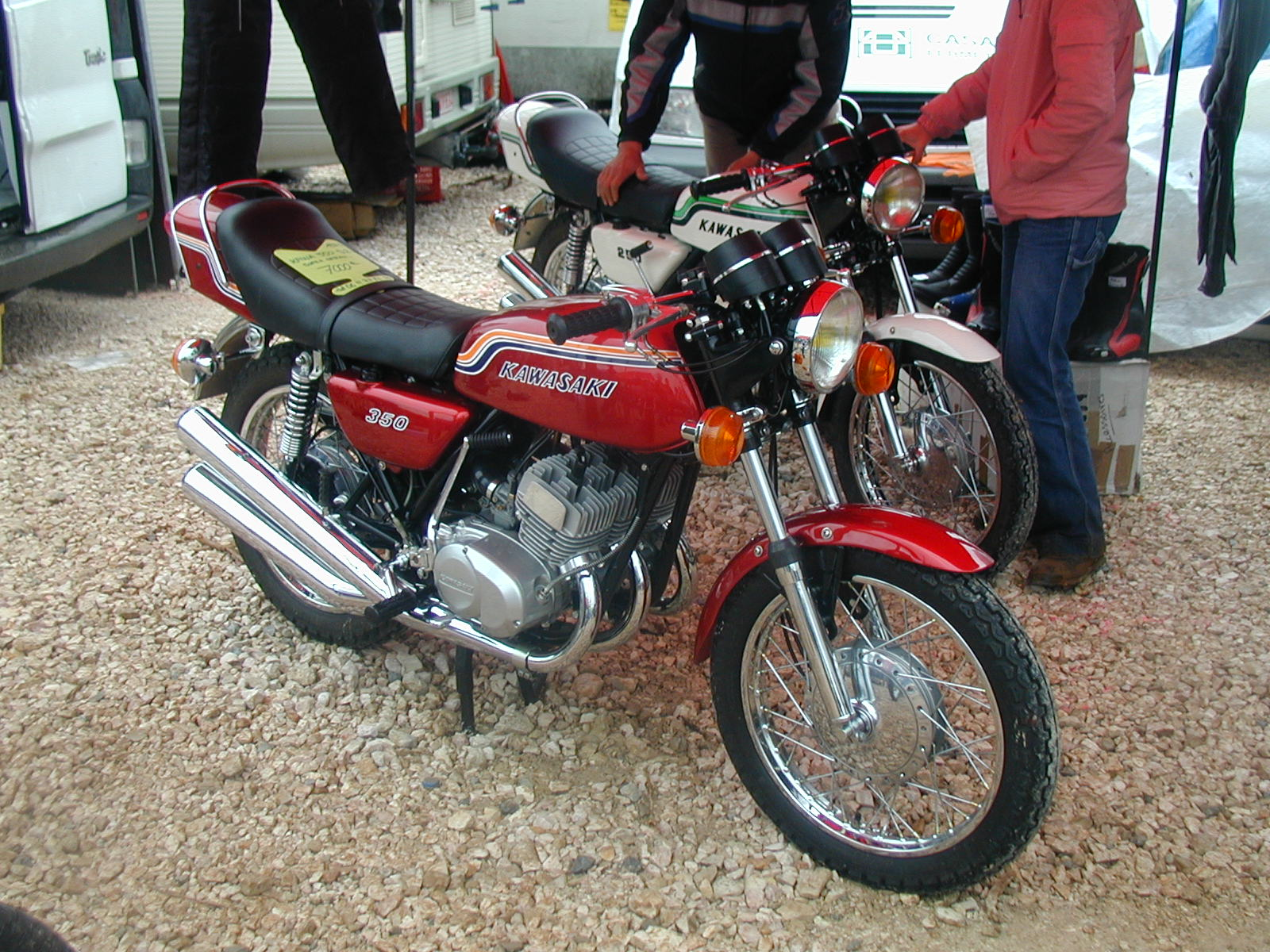
La 350 S2 légende de la coupe Kawasaki (en arrière plan, une 250 S1).
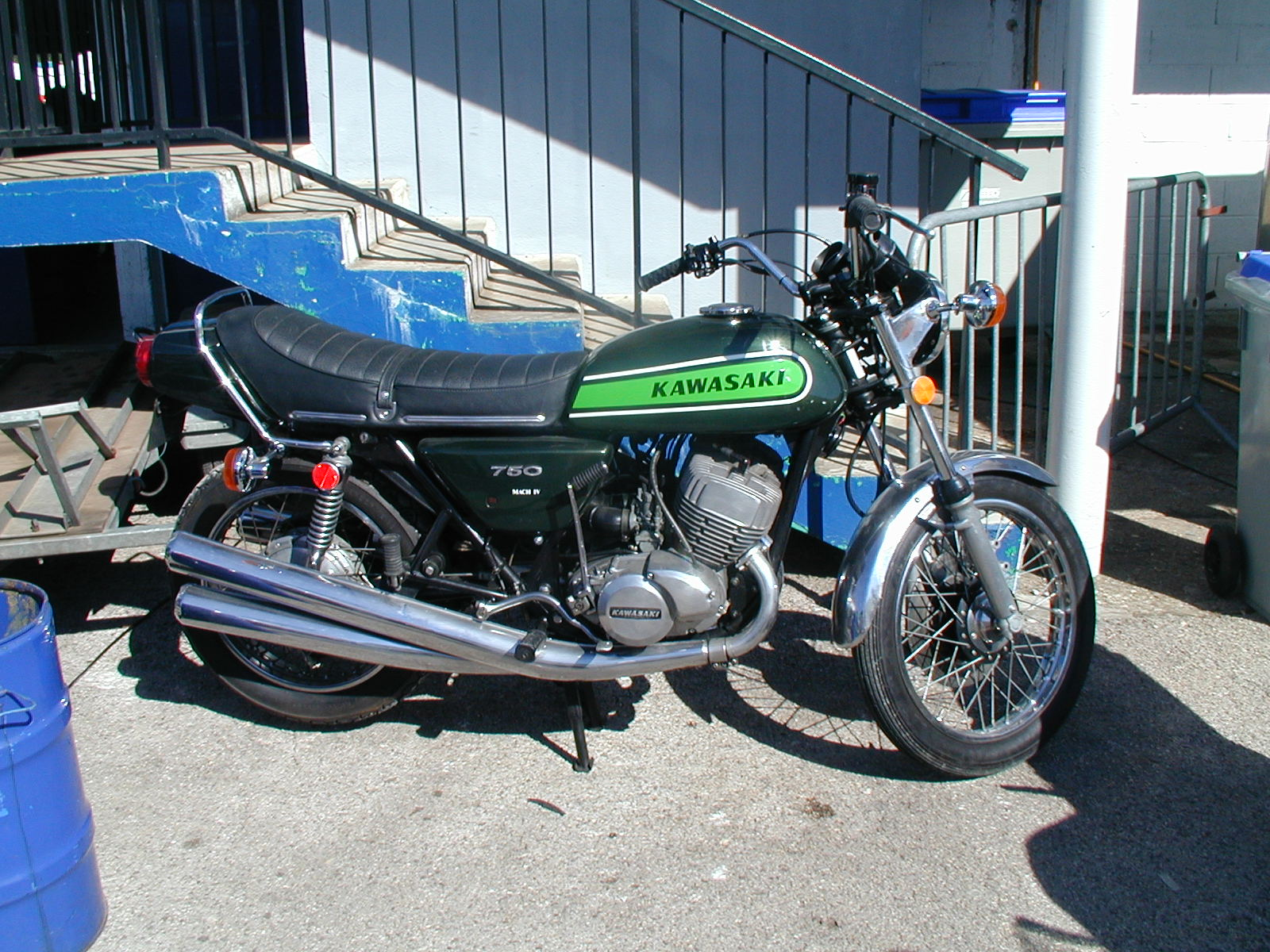
La 750 H2 (ici, la H2B de 1974).
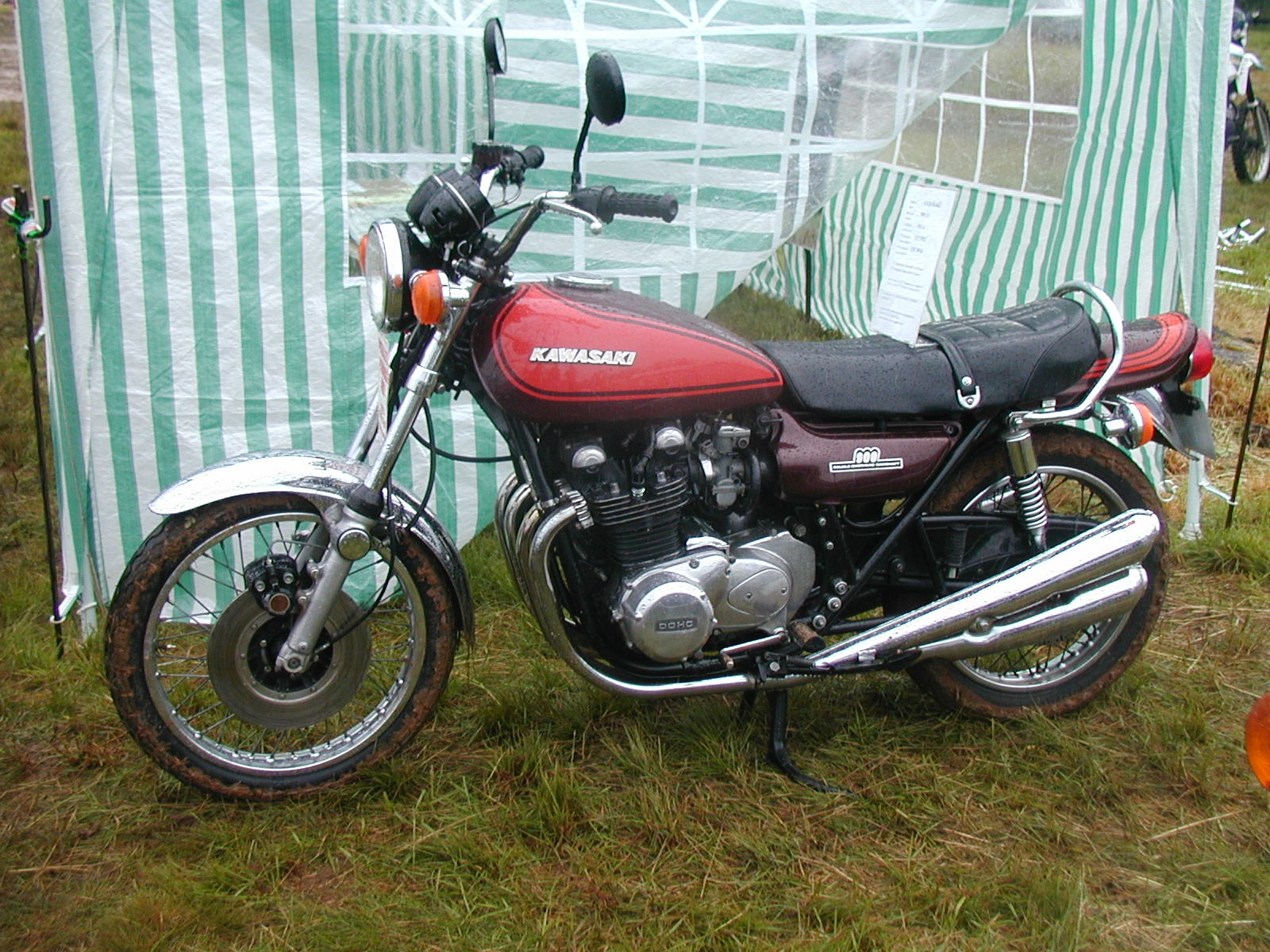
Une 900 Z1.
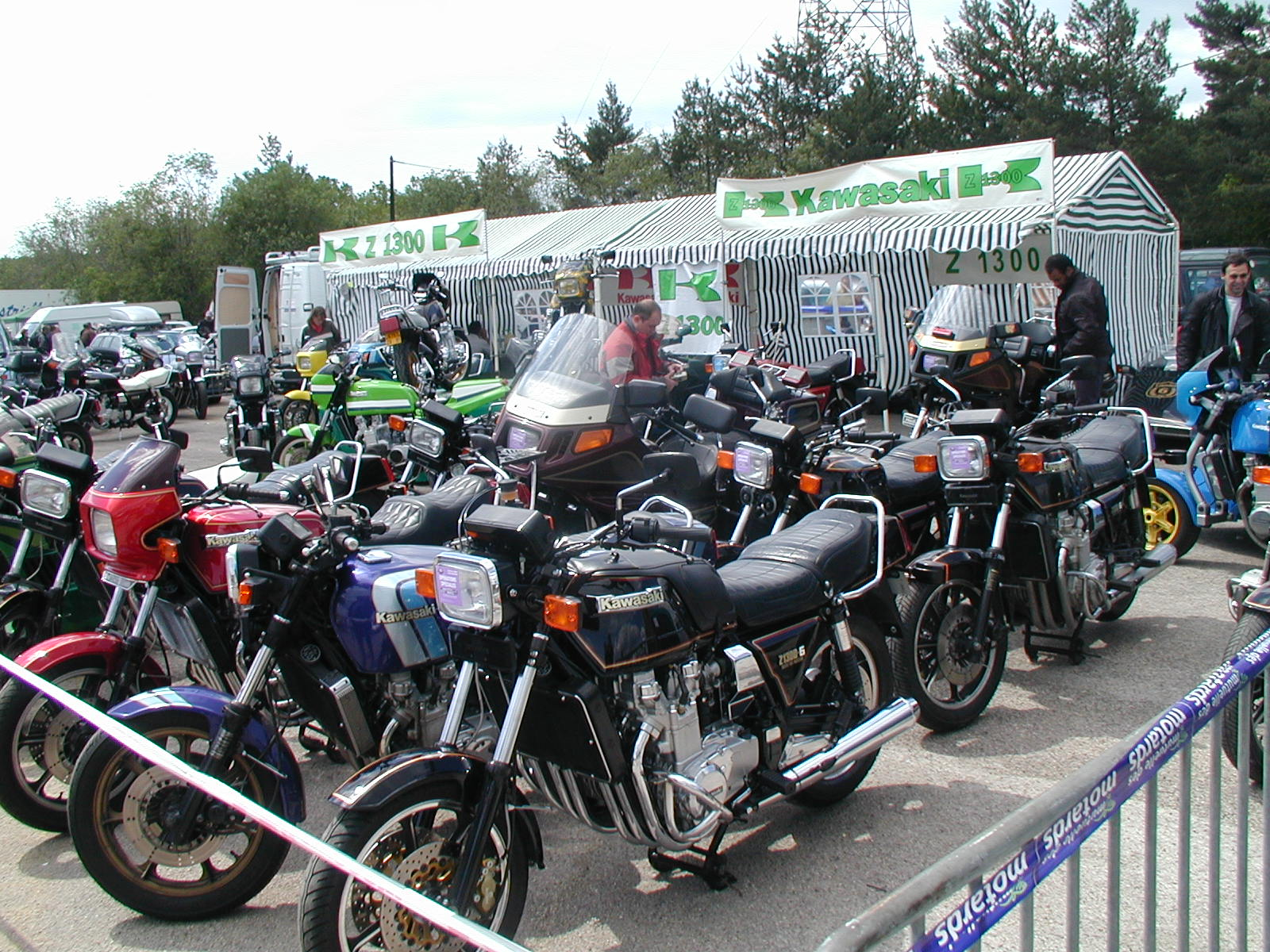
La Z 1300 à six cylindres.
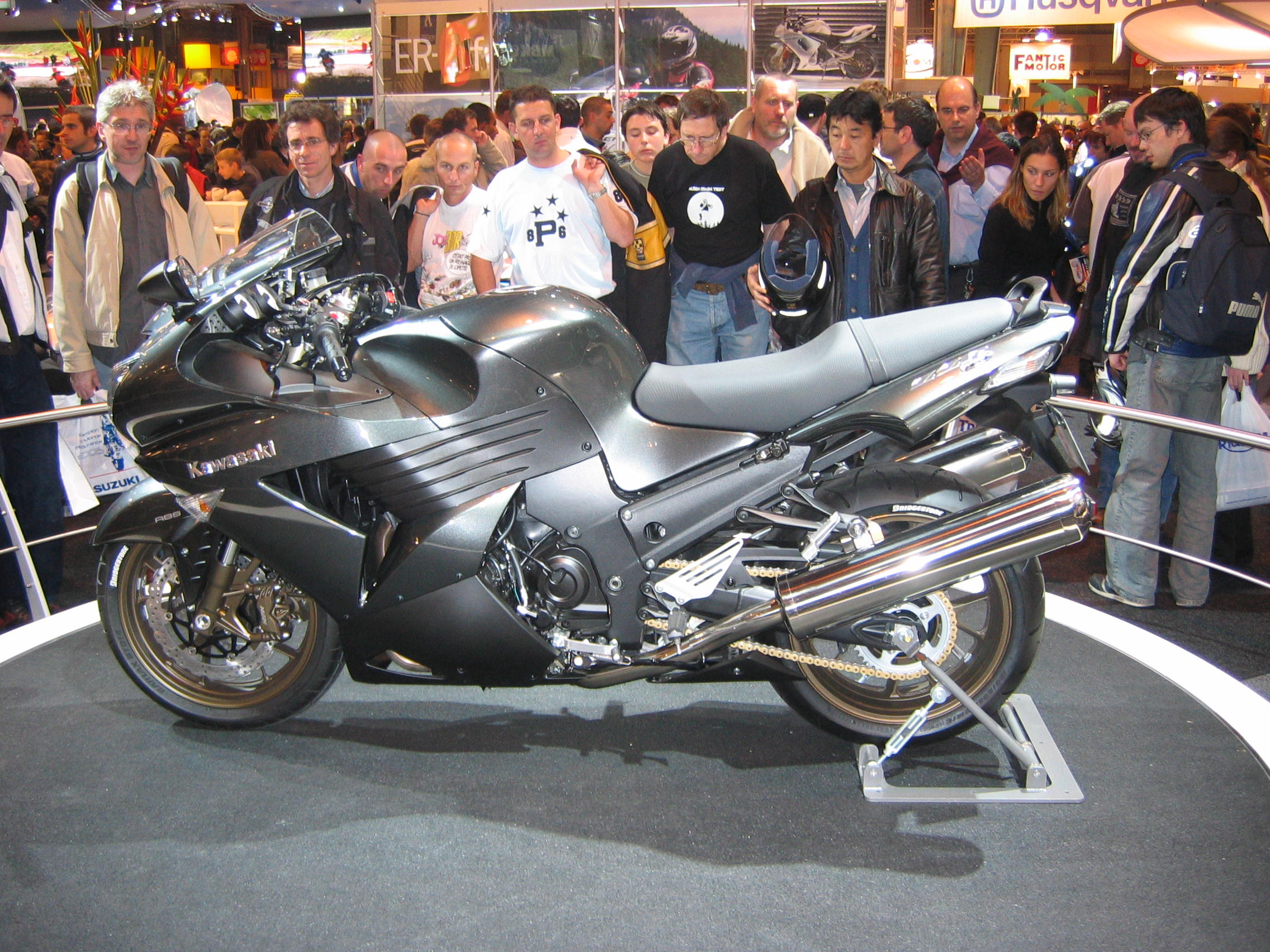
ZZR 1400 : 1,4 L de cylindrée, plus de 300 km/h, 192 ch.
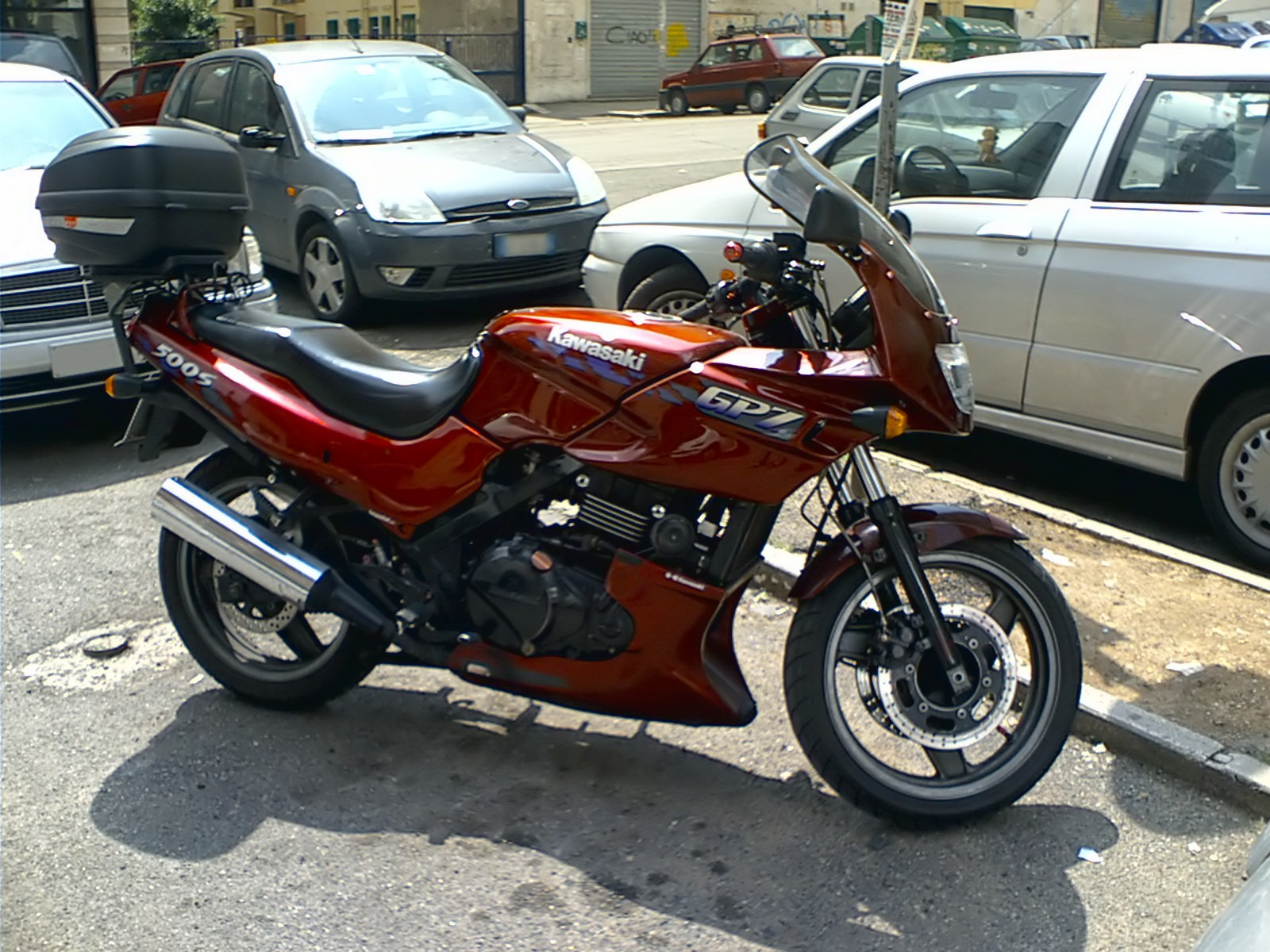
500 GPZ.
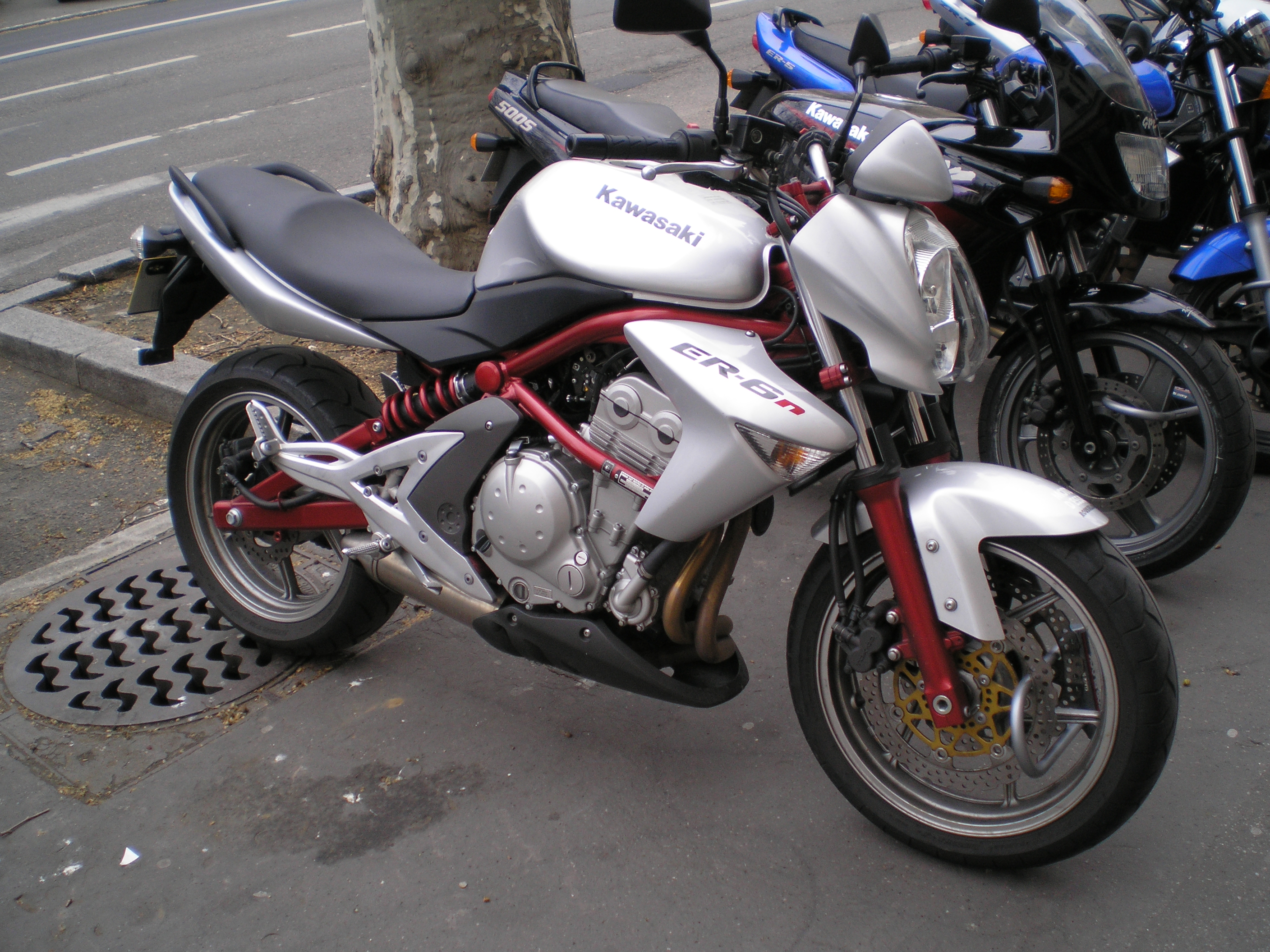
La bonne à tout faire ER-6.
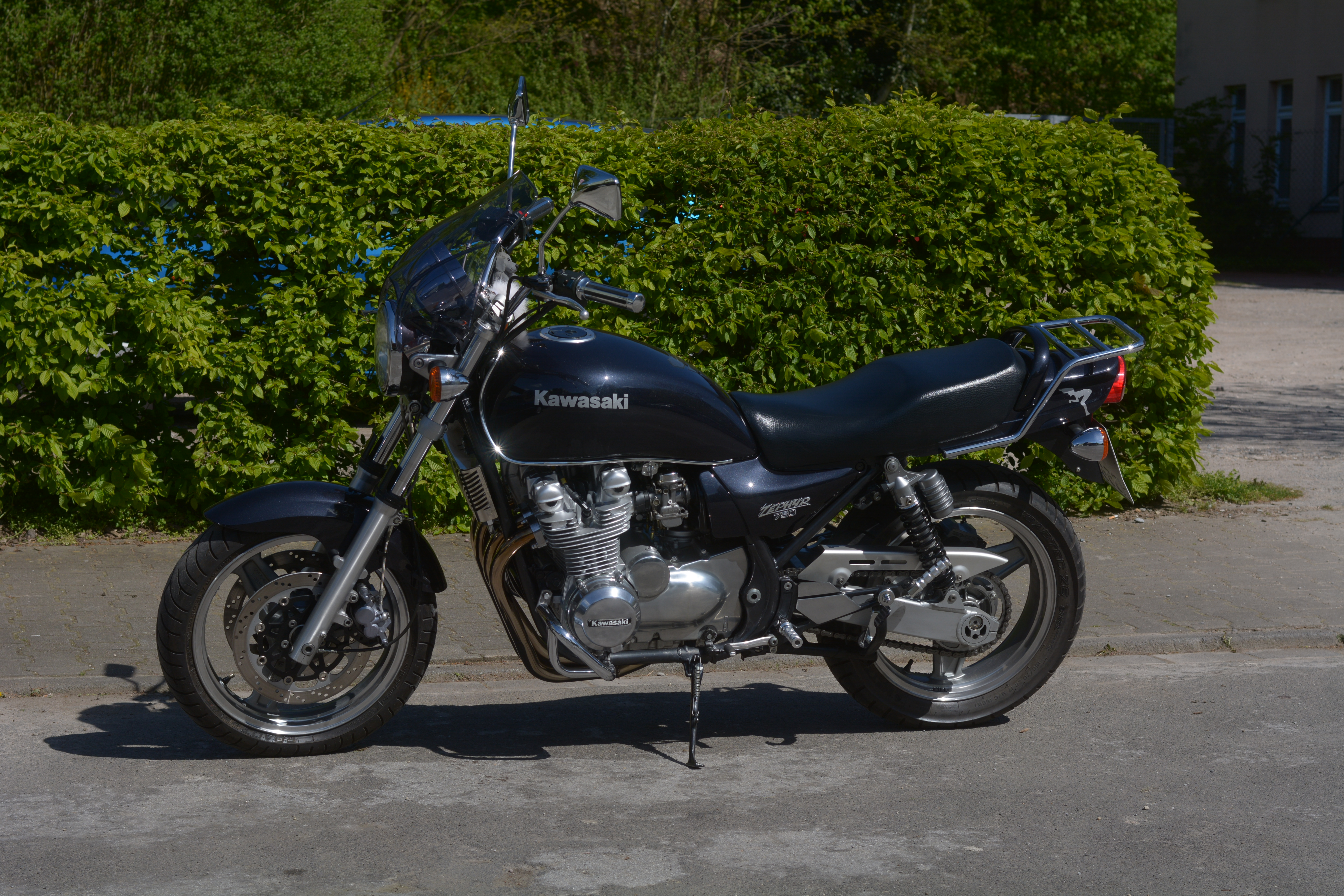
Kawasaki Zephyr 750.

## Motomarines

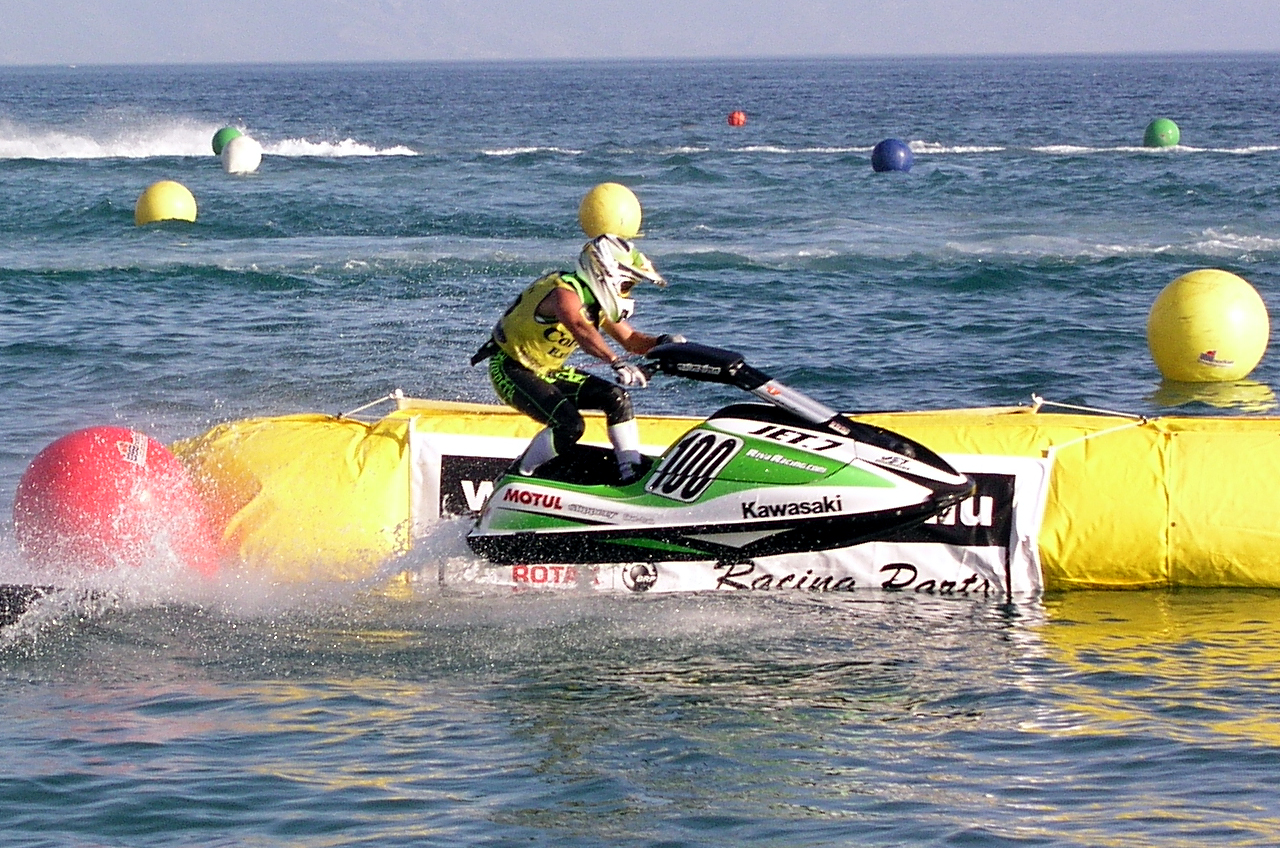
Jet-ski Kawasaki de 2006.

Clayton Jacobson II, un Américain qui rêvait de créer une machine pour faire du ski nautique sans avoir l'obligation d'être tiré par un bateau, fut approché par Kawasaki Heavy Industries (KHI) en 1970 après que son projet fut abandonné chez le constructeur canadien de motoneiges Bombardier. Il y développa le « JetSki » en 1973, la première motomarine de type « à bras », qui deviendra la marque de commerce de Kawasaki dans ce domaine et pendant longtemps un synonyme pour « motomarine ». La première série de JetSki mesurait 2,08 par 0,61 mètres, et pesait 100 kg. Elle était propulsée par un moteur de 398 cm3 à carburateur. La coque en fibre de verre était disponible en deux versions : le modèle WS-AA dont le fond était plat et le modèle WS-AB, plus agressif, avec un fond en « V ». Environ 550 unités furent fabriquées la première année, dont les deux tiers étaient du type WS-AB. Ces véhicules se vendaient 995 dollars.
En 2014, la gamme ne possède que cinq modèles, tous des motomarines « à selle » :
- STX 15 f (moteur de 1 498 cm3 de 152 ch) ;
- Ultra LX (moteur de 1 498 cm3 de 160 ch) ;
- Ultra 300 X (moteur de 1 498 cm3 compressé de 300 ch) ;
- Ultra 300 LX (moteur de 1 498 cm3 compressé de 300 ch) ;
- Ultra 300 SE (moteur de 1 498 cm3 compressé de 300 ch).